# Венац војводе Живојина Мишића (Сомбор)
| Венац војводе Живојина Мишића | Венац војводе Живојина Мишића   |
| ----------------------------- | ------------------------------- |
|                               |                                 |
| Почетак                       | Венац војводе Степе Степановића |
| Крај                          | Венац војводе Радомира Путника  |
| Дужина                        | 550 m                           |
| Ширина                        | 32 до 33 m                      |
| Створена                      |                                 |
| Названа                       |                                 |
|                               |                                 |
| Поглед на улицу               |                                 |

Венац војводе Живојина Мишића је један од четири "венца" који чине улице у оквиру кога је смештено старо језгро Сомбора и улице у њему.

## О Венцу
Венац војводе Живојина Мишића налази се источне стране старог језгра Сомбора.
Венац војводе Живојина Мишића се протеже од Венца војводе Степе Степановића са јужне, до Венца војводе Радомира Путника са северне стране.
На Венац војводе Живојина Мишића излазе четири улице строг градског језгра: Улица Аврама Мразовића, Улица Читаоничка, Улица Вељка Петровића и Улица Златне греде.

## Име Венца
Крајем 19. века венац је назван Венац Етвеш Јожефа, по писцу и мађарском државнику.
После Првог светског рата Венац је добио име по војводи Живојину Мишићу, команданту Прве српске армије.

## Венцем војводе Живојина Мишића
Међу значајнијим старијим грађевинама на Венцу Живојина Мишића налази се: 
- Кронић палата - једна од најлепших грађевина у Сомбору, саграђена почетком 20. века за породицу велепоседника доктора Стевана Кронића. Данас је у њој смештен Привредни суд. Здање је данас у веома лошем стању.[4]

Ни после Другог светског рата овде нису грађена здања социјалистичке архитектуре.
До данас су на Венцу војводе Живојина Мишића махом приземне куће, највећим делом саграђене у 19. веку.

## Галерија
- Поглед на Венац војводе Живојина Мишића
- Кронић палата